# Boeing T-7 Red Hawk

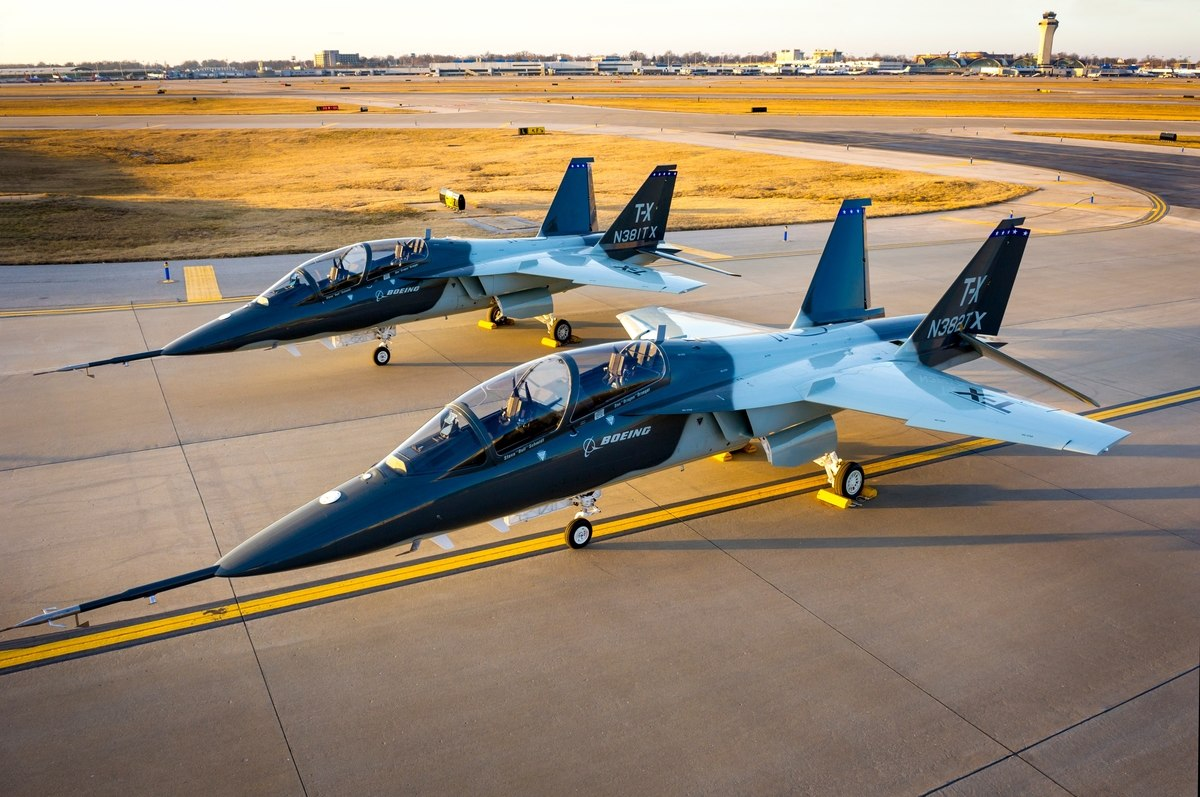
Les deux prototypes Boeing T-7ARed Hawk.

Le Boeing–Saab T-7 Red Hawk, anciennement Boeing T-X, est un avion à réaction américain construit par Boeing Defense, Space & Security en partenariat avec Saab.
Il est destiné à remplacer le Northrop T-38 Talon comme avion d'entraînement militaire, notamment dans l'United States Air Force (USAF).

## Historique

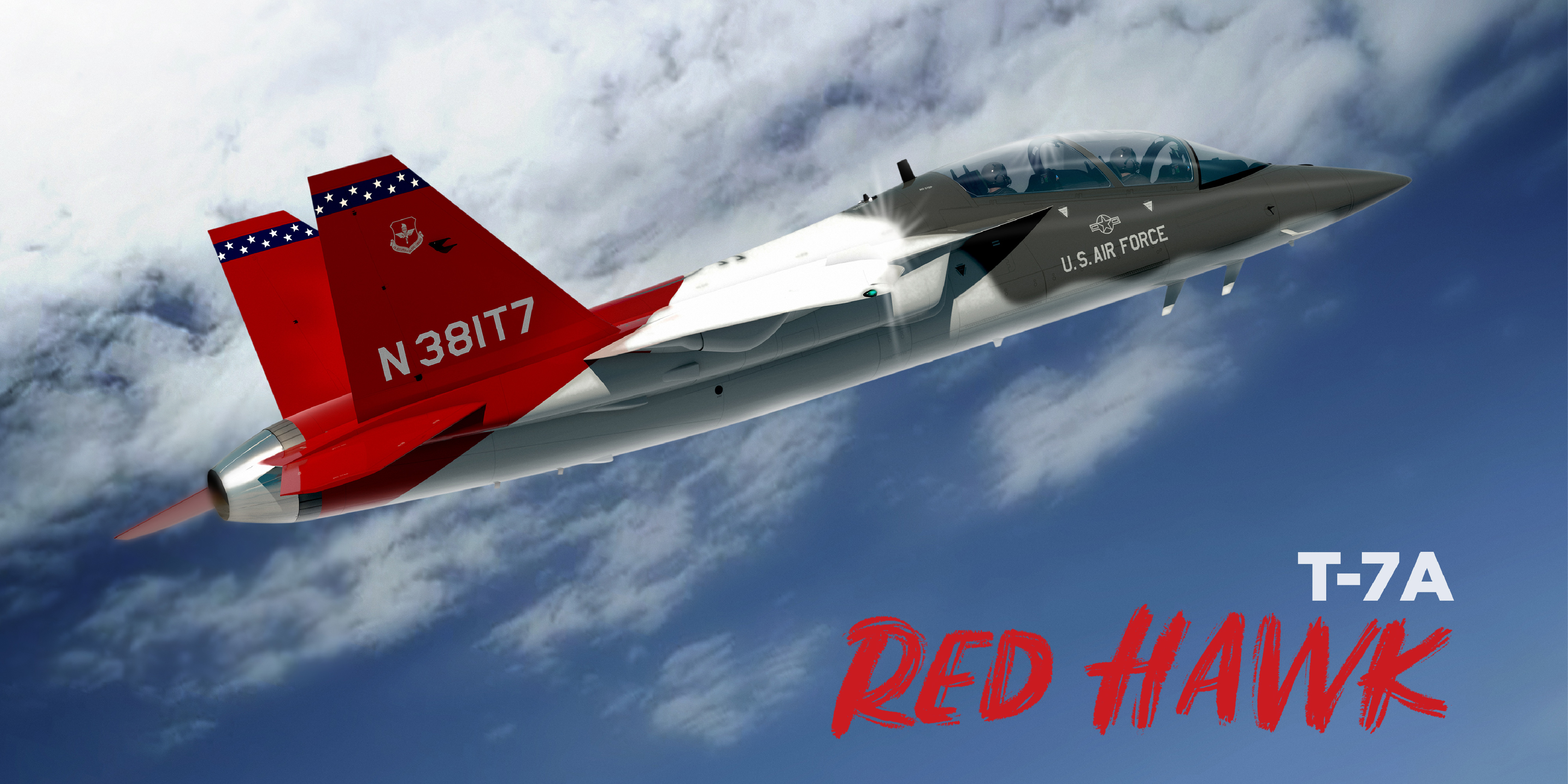
Image publicitaire de l'USAF lors de la divulgation du nom Red Hawk en 2019.

Son premier vol a lieu le 20 décembre 2016. Le 27 septembre 2018, il remporte un contrat de l'USAF pour la fourniture d'un minimum 351 avions d'entraînement. Son nom actuel est attribué le 16 septembre 2019.
Deux prototypes propriétés de Boeing effectuent environ 500 vols d'essai en date de septembre 2023.
Le premier des cinq avions T-7A Red Hawk d'ingénierie, de fabrication et de développement (EMD) destiné à l'USAF effectue son premier vol le 28 juin 2023. Il est accepté dans l'USAF le 14 septembre 2023.
Ils effectueront des essais en vol aux côtés des deux prototypes.
En 2024, il est prévu que les appareils de série arrivent sur la Sheppard Air Force Base vers 2033-2036, au mieux.

## Conception

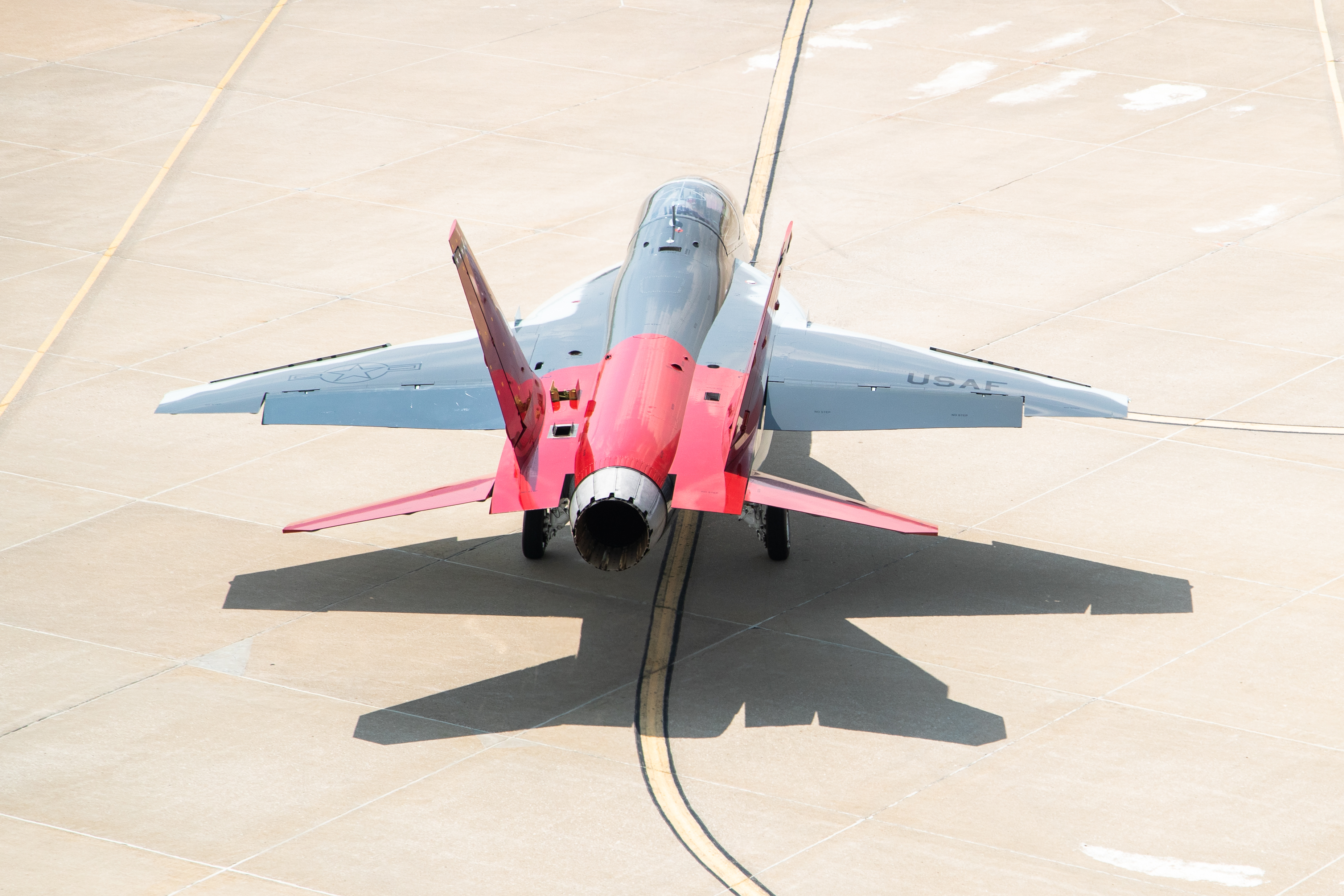
vue arrière d'un T-7A.

Saab est responsable du développement et de la production de la section de fuselage. Les unités étant d'abord produites à Linköping, en Suède, puis il est prévu qu'en 2020 la production des pièces de Saab soit transférée vers le nouveau site américain à West Lafayette, dans l'Indiana. 
L'assemblage final se fait dans les installations américaines de Boeing à Saint-Louis, Missouri. 
Il est motorisé par un General Electric F404.